# (73757) 1994 CH10
1994 سي إتش 10 (ويعرف أيضًا باسم (73757) 1994 سي إتش 10 وفق تسمية الكوكب الصغير) (بالإنجليزية: 1994 CH10)‏ هو كويكب ضمن حزام الكويكبات؛ وترتيبه 73757 من حيث الاكتشاف.
اكتُشف هذا الجُرم الفلكي بواسطة إيريك والتر إلست في 7 فبراير 1994.

## وصلات خارجية
- (73757) 1994 CH10 في قاعدة بيانات مختبر الدفع النفاث لأجرام النظام الشمسي الصغيرة

- الاكتشاف · مخطط المدار ·  العناصر المدارية · المعلمات المادية

- (73757) 1994 CH10 على موقع ويكي سكاي: DSS2, SDSS, GALEX, IRAS, Hydrogen α, X-Ray, Astrophoto, Sky Map, Articles and images